# Union Station
Union Station (bra: Rastro Sangrento) é um filme policial noir de 1950, dirigido por Rudolph Maté para a Paramount Pictures.
O filme é baseado no livro Nightmare in Manhattan de Thomas Walsh, vencedor do Edgar Award. O roteiro de Sydney Boehm da adaptação para o cinema foi indicado ao mesmo prêmio em sua categoria. Apesar da mudança de ambientação, da Grande Estação Central de Nova Iorque para a Union Station de Chicago, e de trocar-se a vitima do sequestro, de um menino para uma adolescente cega, o roteiro é bem fiel ao material original do livro.
William Holden e Nancy Olson que interpretam o casal protagonista, também atuaram em Sunset Boulevard do mesmo ano.

## Elenco
- William Holden...Tenente detetive William Calhoun
- Nancy Olson...Joyce Willecombe
- Barry Fitzgerald...Inspetor Donnelly
- Lyle Bettger...Joe Beacom
- Jan Sterling...Marge Wrighter
- Allene Roberts...Lorna Murchison
- Herbert Heyes...Henry L. Murchison
- Fred Graff...Vince Marley
- James Seay...Detetive Eddie Shattuck
- Parley Baer...Detetive Gottschalk (creditado como Parley E. Baer)
- Ralph Sanford...Detetive Fay
- Richard Karlan...Detetive George Stein
- Bigelow Sayre...Detetive Ross
- Charles Dayton...Howard Kettner
- Jean Ruth...moça bonita
- Ralph Byrd...padre (não creditado)
- Al Ferguson...detetive (não creditado)

## Sinopse
A passageira de um trem para Chicago, Joyce Willecombe, fica alarmada ao notar que homens que sentaram ao seu lado portam armas. Desconfiando que fossem criminosos, ela avisa ao funcionário que entra em contato com a polícia ferroviária da estação "Union Station de Chicago" (apesar das filmagens terem acontecido na Union Station de Los Angeles ).